# Mario Rigo
Mario Rigo (ur. 4 października 1929 w Noale, zm. 22 listopada 2019 w Mirano) – włoski polityk i samorządowiec, członek Izby Deputowanych i senator, burmistrz Wenecji, poseł do Parlamentu Europejskiego II kadencji.

## Życiorys
Ukończył studia z ekonomii i handlu na Uniwersytecie Ca’ Foscari. Od połowy lat 40. zaangażowany politycznie w partiach lewicowych (m.in. spadkobierczyni Sprawiedliwości i Wolności), od lat 50. działał we Włoskiej Partii Socjaldemokratycznej oraz Włoskiej Partii Socjalistycznej. Od 1955 do 1964 radny miejski Noale, następnie od 1964 do 1970 prowincji Wenecja i od 1970 radny miejski Wenecji. W 1970 objął stanowisko wiceburmistrza miasta, następnie od 1975 do 1985 był jego burmistrzem. W 1979 przyczynił się do reaktywacji karnawału w Wenecji, został również wicedyrektorem Biennale w Wenecji i szefem zrzeszenia portów Adriatyku.
W 1984 wybrano go posłem do Parlamentu Europejskiego. Przystąpił do frakcji socjalistycznej. W 1987 został senatorem, rok później wystąpił z PSI na tle konfliktów wewnętrznych. W 1989 został założycielem Iniziativa Civica, w 1991 przekształconej w regionalistyczny ruch Lega Autonomia Veneta. Z jego listy od 1992 do 1994 zasiadał w Izbie Deputowanych, zaś w kadencji 1996–2001 powrócił do Senatu z ramienia koalicji Drzewo Oliwne. W 2001 nie kandydował ponownie, został szefem gabinetu przewodniczącego Senatu Marcello Pery. Był też członkiem Zgromadzenia Parlamentarnego Rady Europy.